# Остайен, Пол ван
Пол ван Остайен (1896—1928; нидерл. Paul van Ostaijen) — бельгийский поэт, фламандец. Писал на нидерландском языке.

## Биография
Родился 22 февраля 1896 года в Антверпене, был седьмым ребёнком в семье. Учился в королевском атенеуме Антверпена (аналог классической школы в дореволюционной системе образования), но в 1913 году бросил школу, не окончив. С марта 1914 года работал служащим в антверпенской ратуше, в свободное время самостоятельно учил французский и немецкий языки, а выучив их, начал изучать французскую и немецкую литературу. В феврале 1914 года была опубликована его первая газетная статья.
Уже в это время Остайен сблизился с фламингантами — сторонниками культурной и политической независимости Фландрии. В годы немецкой оккупации примкнул к движению так называемых активистов. Активисты считали, что, сотрудничая с немцами, они смогут добиться независимости Фландрии. В 1916 году вышел первый сборник стихов Остайена — Music hall. В 1918 году — сборник Het seinjaal.

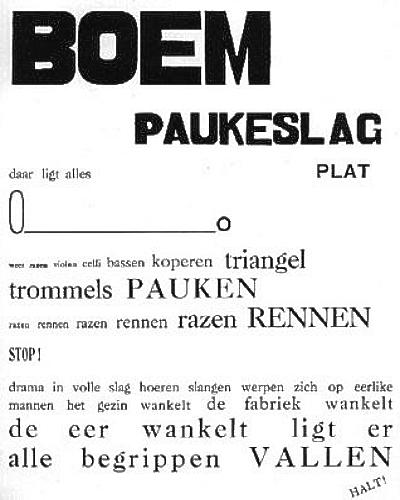
Boem Paukeslag из сборника Bezette Stad — одно из самых известных стихотворений Остайена

После окончания Первой мировой войны, опасаясь преследований по обвинениям в коллаборационизме, перебрался в Берлин, где жил случайными заработками, сменил много работ — от лифтёра до продавца дамской обуви. За время пребывания в Берлине Остайен познакомился с дадаизмом, что отразилось на его следующем поэтическом сборнике — Bezette stad.
Осенью 1921 года Остайен вернулся в Бельгию. Он был оправдан по амнистии и был призван в армию. Демобилизовался в 1923 году.
В 1927 году Остайен заболел туберкулёзом. Лечился в санатории в Арденнах, скончался 18 марта следующего года. Похоронен на антверпенском кладбище Схонселхоф (Schoonselhof).
На поэзию Остайена оказали влияние модернизм, экспрессионизм, дадаизм и ранний сюрреализм, хотя собственный стиль Остайена нельзя однозначно отнести к какому-либо определённому направлению.

## Язык
Остайен достаточно вольно обходился с общепринятыми правилами правописания. Свои стихи он писал «фонетически», то есть писал как слышится, а не как следует по правилам, например, sienjaal вместо signal (данное слово было заимствовано из французского и сохранило первоначальное написание).

## Сборники стихов
- Music Hall (1916)
- Het Sienjaal (1918)
- Bezette Stad (1921)
- Feesten van Angst en Pijn (написан в 1921, но опубликован посмертно)
- Nagelaten gedichten (сборник последних стихов Остайена, составлен после его смерти, опубликован в 1928)